# Chiesa della Madonna della Pace (La Maddalena)
La chiesa della Madonna della Pace è un edificio religioso situato sull'isola di Caprera, nel comune di La Maddalena, nella Sardegna nord-orientale. Consacrata al culto cattolico, fa parte della parrocchia di Santa Maria Maddalena, diocesi di Tempio-Ampurias.
La chiesa si trova nel borgo di Stagnali, ed è l'unico edificio religioso presente nell'isola di Caprera. Risale alla metà del Novecento quando gli abitanti del luogo adattarono a cappella un vecchio capannone militare; a fine secolo l'edificio venne completamente ristrutturato.
La chiesa conserva un affresco del pittore isolano Giovanni Battista Piras raffigurante la Madonna della Pace.